# Stupinskij rajon
Lo Stupinskij rajon (in russo Ступинский район?) era un rajon dell'Oblast' di Mosca, nella Russia europea; il capoluogo era Stupino. Istituito nel 1959, ricopriva una superficie di 1.696 chilometri quadrati. Il suo territorio è solcato dal fiume Oka.